# بن بنغالي
بن بنغالي (الاسم العلمي:Coffea benghalensis) هو نوع من النباتات يتبع جنس البن من الفصيلة الفوية. سمي هذا النوع نسبةً إلى بنغلاديش.